# Aukcja

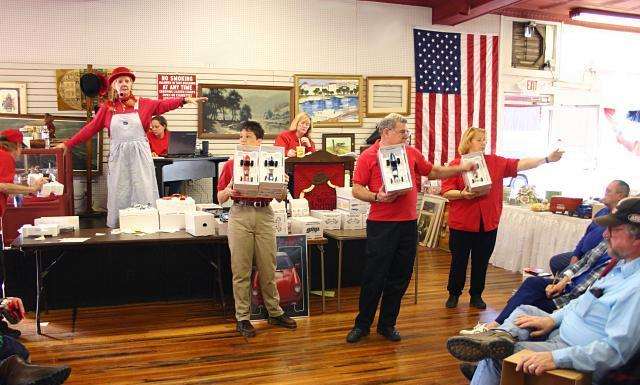
Aukcja (Cheviot, Ohio, 2004)

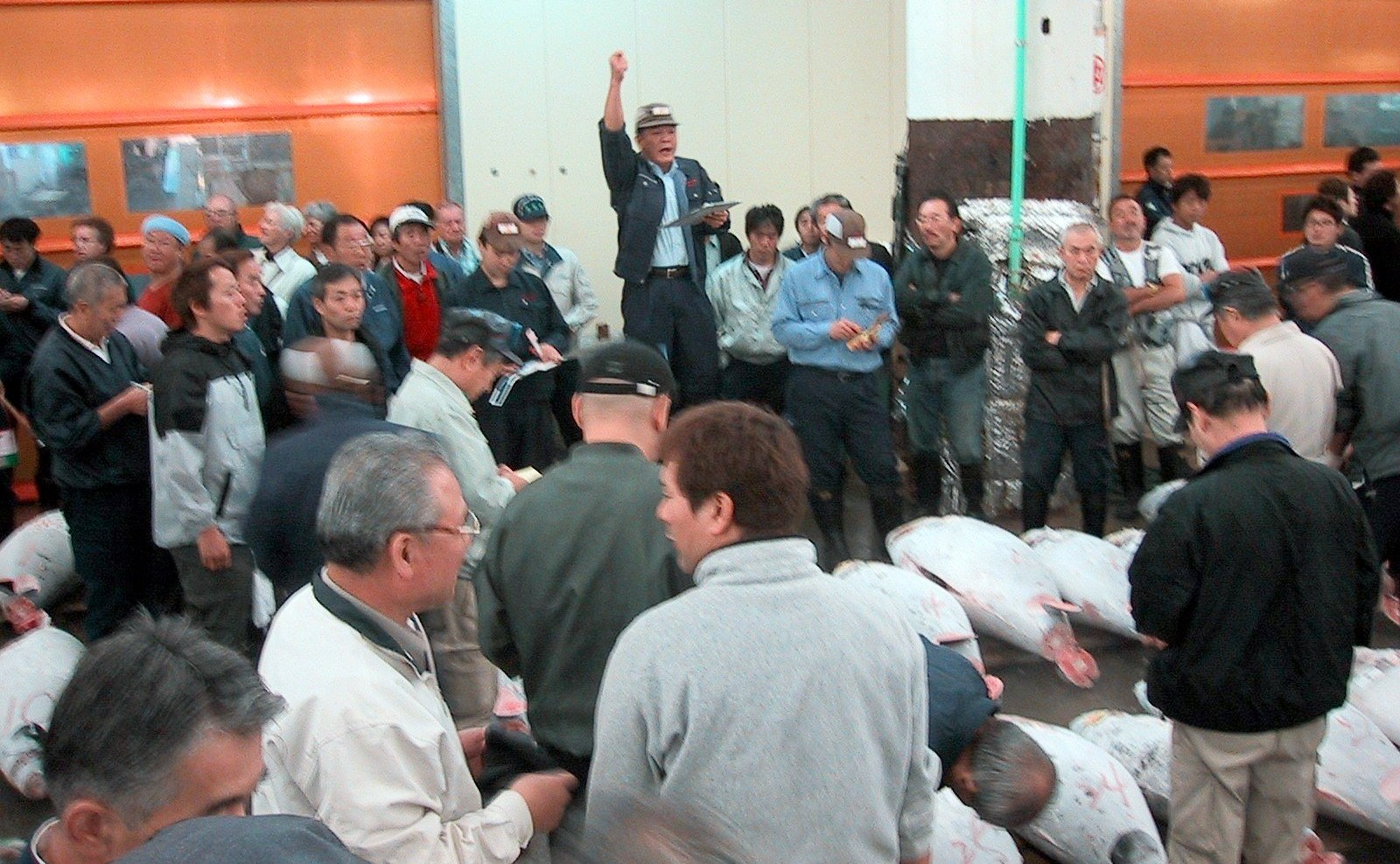
Aukcja na targu rybnym Tsukiji w Tokio

Aukcja – forma sprzedaży, w której nabywcą zostaje osoba oferująca najwyższą cenę.

## Opis
Powodem popularności instytucji aukcji jest możliwość uzyskania najlepszej ceny. 
Zazwyczaj aukcje przeprowadza się wtedy, gdy istnieje wielu potencjalnych nabywców na jeden towar (produkt). Mogą się one odbywać na targach bądź w wyspecjalizowanych domach aukcyjnych. Istnieją także aukcje internetowe. W polskim prawie cywilnym aukcja stanowi odrębną od przetargu formę zawarcia umowy. W przeciwieństwie do przetargu, charakteryzuje się ustnością i bezpośredniością składania ofert. Kodeks cywilny reguluje zagadnienie aukcji w art. 701, 70², 704 i 705.
Charakterystyczną cechą aukcji jest czasowe powierzenie towaru przez sprzedającego pośrednikowi, prowadzącemu aukcję. Umowa między pośrednikiem i sprzedającym zawiera zazwyczaj punkt zakazujący sprzedającemu wycofanie się z transakcji niezależnie od wylicytowanej ceny. Punktem wyjścia jest zwykle cena minimalna, od której zaczyna się licytacja, czyli zgłaszanie przez potencjalnych nabywców coraz wyższej ceny za oferowany towar. Zakupu dokonuje ostatni uczestnik, który w ramach licytacji zaproponuje najwyższą cenę. Taki sposób przeprowadzania aukcji nazywany jest aukcją angielską. Natomiast w przypadku aukcji holenderskiej wysoka cena wyjściowa jest stopniowo obniżana, a nabywcą staje się ten, kto pierwszy zaakceptuje proponowaną cenę. Istnieje także aukcja Vickreya, w której potencjalni nabywcy składają pisemne, zapieczętowane oferty, a zwycięzcą zostaje ten, kto złożył najwyższą ofertę, jednak płaci on cenę z drugiej pod względem wysokości oferty.
Jedną z form aukcji są aukcje statyczne polegające na jednokrotnej możliwości złożenia oferty handlowej, co zbliża takie rozwiązanie do przetargów bez dogrywki. Aukcje statyczne wykorzystują mechanizm konkurencji oraz elementy psychologii w celu wywołania określonych rezultatów gry rynkowej. Przykładem aukcji statycznej może być również zapytanie ofertowe skierowane do dostawców lub opcja kup teraz w sprzedaży.
Aukcje stosuje się m.in. przy sprzedaży dóbr wartościowych m.in. dzieł sztuki, numizmatów, antyków, nieruchomości, koni rasowych i innych zwierząt hodowlanych. Oprócz tego aukcje stosuje się często przy zbywaniu majątku zadłużonych osób i zbankrutowanych przedsiębiorstw. Formę ciągłej aukcji ma także handel papierami wartościowymi i walutami na giełdach.